# Werner Fuchs (Schauspieler, 1907)
Werner Fuchs (geboren 1907 in Dresden; gestorben 3. April 1945 in Westfalen) war ein deutscher Theaterschauspieler. Er nahm vor allem Helden- und Charakterrollen wahr.

## Leben
Der gebürtige Dresdner war Schüler bei Hermine Körner, Robert George und Mary Wigman. Er studierte in München bei Arthur Kutscher und wurde in Gera engagiert – wo er seine spätere Ehefrau Charlotte Peetter kennenlernte – anschließend in Wiesbaden, bevor er – gemeinsam mit Otto Osthof – 1935 nach Hannover übersiedelte, wohin ihm bald darauf seine Ehefrau von München aus folgte. Dem Paar wurden in Hannover zwei Kinder geboren, darunter der spätere Schauspieler Matthias Fuchs.
Am Schauspiel Hannover verkörperte Werner Fuchs „mit dunkelgetönter, fein timbrierter Stimme“ die Rollen des „Hamlet, Orest, Clavigo, Ferdinand, Prinz von Homburg, König in der ‚Jungfrau‘ [... oder den] Puck im Sommernachtstraum“.
Im Zweiten Weltkrieg wurde – nachdem am 14. April 1942 noch „lediglich fünf Mitglieder der Städtischen Bühnen“ Hannovers als eingezogen gelistet worden waren – wurden am 1. September 1944 schließlich alle wehrpflichtigen Jahrgänge eingezogen, auch Werner Fuchs. So starb der Schauspieler als Soldat wenige Wochen vor Kriegsende am 3. April 1945 „bei einem westfälischen Bauernhof einen sinnlosen Tod.“ Seine Familie erhielt darüber erst 1948 Nachricht.